# Велегощи
Велегощи — деревня в Батецком муниципальном районе Новгородской области, с весны 2010 года относится к Мойкинскому сельскому поселению.
Деревня расположена на северо-западе области, на севере района, у административной границы с Лужским районом Ленинградской области, на автодороге из Вольной Горки (в 10 км от неё) в Савлово, через Вольные Кусони (в 5 км от Велегощ). Близ деревни, к северо-востоку — урочище (бывшая деревня) Ясно, к юго-востоку — урочище Орли, к северу — урочище Кумарино, а к северо-западу — урочище Каменные Поляны (Ленинградская область). Ближайшие населённые пункты — Вольные Кусони на севере и Мошковые Поляны (в Лужском районе Ленинградской области) на западе. Неподалёку, восточнее деревни, урочище Нетыльское болото. Велегощи находятся на высоте 47 м над уровнем моря. Площадь территории деревни — 82 га.

## История
Упоминается впервые в Водской пятине Новгородской земли в 1568 году, как деревня Велегоща Климентовского Тёсовского погоста Полянской волости, затем в XVI—XVIII веках встречаются также варианты названия этой деревни Велегощ, Велигощи, Велегощи, Велиоща, Вегоща. В Новгородском уезде Новгородской губернии — деревня была в Тёсовской волости. В Батецком районе деревня до муниципальной реформы была подчинена Вольногорскому сельсовету, затем Вольногорской сельской администрации, затем до весны 2010 года относилась к Вольногорскому сельскому поселению. До 2004 года в деревне находился разъезд Тёсовской УЖД